# Desecho

Tres posibles cruces del istmo de Ofqui para embarcaciones livianas que puedan ser arrastradas por tierra. El canal Ofqui era la apertura del paso por tierra de la llamada senda norte, en color lila.

Desecho fue el término con que fueron conocidos en el sur de América durante la colonia algunos atajos usados por los indios para moverse de un lugar a otro combinando el transporte fluvial con trechos de viaje terrestre.
Luis Risopatrón utiliza la escritura deshecho, aunque más bien con el significado de paso.
En el caso del sur de Chile, con sus numerosas islas, fiordos, canales, penínsulas, lagos y otros accidentes geográficos, estos atajos permiten cruzar una península por un corto trecho en que se arrastra por tierra una nave pequeña evitando asi largos y peligrosos trechos en aguas expuestas a las inclemencias del tiempo.: 264 
Hans Steffen comenta sobre estos atajos:: 264 
La costumbre de los indios de arrastrar sus piraguas a través de istmos bajos entre los esteros y aun entre los lagos patagónicos, es confirmada por numerosos testimonios antiguos y modernos. Tenemos, por ejemplo, una noticia del padre Rosales –citada por el doctor Fonck en sus Viajes de fray Menéndez, p.17– que dice que los indios de los valles vecinos al lago de Todos los Santos, en sus expediciones de pillaje, arrastraban las embarcaciones a través del ancho istmo que separa el lago mencionado del de Llanquihue. Los indios Chonos hacían, según el testimonio de don Antonio de Vea, la misma maniobra en el istmo de Ofqui, y los oficiales de la Beagle comprobaron costumbres semejantes del transporte de las canoas entre los indios de las islas al sur del cabo Pilar. Voyages of the Adventure and Beagle, i, p. 377).

## Ver también
- Motín del HMS Wager, en los ingleses fracasaron en sus intentos de pasar el istmo de Ofqui por mar abierta.